# NK Strahoninec
NK Strahoninec je nogometni klub iz Strahoninca. 
Trenutačno se natječe u 2. međimurskoj ligi – Zapad.
Najveći nogometni suparnik Strahoninca je klub iz susjednog sela NK Bratstvo Savska Ves.